# Roccacasale
Roccacasale – miejscowość i gmina we Włoszech, w regionie Abruzja, w prowincji L’Aquila.
Według danych na rok 2004 gminę zamieszkiwały 754 osoby, 44,4 os./km².